# (34826) 2001 SK163
2001 SK163 (asteroide 34826) é um asteroide da cintura principal. Possui uma excentricidade de 0.22922020 e uma inclinação de 0.15542º.
Este asteroide foi descoberto no dia 17 de setembro de 2001 por LINEAR em Socorro.